# Harry Kalenberg
Harry Kalenberg (* 3. März 1921 in Köln; † 12. August 1993) war ein österreichischer Schauspieler, Regisseur und Synchronsprecher.

## Leben
Der Sohn des Kammersängers Joseph Kalenberg nahm zunächst Schauspielunterricht bei Wilhelm Klitsch in Wien und besuchte anschließend das dortige Max-Reinhardt-Seminar. 1943 erhielt er ein erstes Gastengagement am renommierten Wiener Burgtheater. Es folgten Engagements in Wien (u. a. Theater in der Josefstadt), Linz, Salzburg, Bielefeld, Graz, Baden-Baden und Göttingen. Ab 1965 war Kalenberg freischaffend tätig und gab Gastauftritte an zahlreichen deutschsprachigen Bühnen.
Ab 1960 fand Kalenberg auch verstärkt Aufgaben in Film und Fernsehen. Er spielte in Fernsehfilmen wie als Generaloberst Friedrich Fromm in Operation Walküre über das Attentat vom 20. Juli 1944 sowie neben Rolf Boysen im aufwendigen Mehrteiler über Leben und Tod Wallensteins nach Golo Manns Wallenstein-Biographie, in Bühnenadaptionen wie Max Frischs Biedermann und die Brandstifter (1967), in Fernsehserien und Mehrteilern wie Das Kriminalmuseum, Die Powenzbande (neben Gustav Knuth), Derrick, Der Kommissar, Der Alte und insgesamt sechs Krimis der Tatort-Serie, aber auch in seichten Produktionen wie Liebesspiele junger Mädchen und Mache alles mit. Daneben übernahm er auch in internationalen Produktionen kleinere Parts, so neben David Niven im Kriegsdrama Bevor der Winter kommt und in Ingmar Bergmans Das Schlangenei.
Darüber hinaus war Harry Kalenberg umfangreich in der Synchronisation tätig und lieh seine sonore Stimme u. a. dem Verteidigungsminister (Geoffrey Keen) im James-Bond-Film Moonraker, Forrest Tucker in der Fernsehserie Dusty, Dusty! und dem Wirt Butterblume in der 1978 entstandenen Zeichentrickadaption von J. R. R. Tolkiens Der Herr der Ringe. In der Fantasy-Serie Bezaubernde Jeannie synchronisierte er den jeweiligen Vorgesetzten von Larry Hagman – insgesamt sechs verschiedene Generals mit jeweils unterschiedlichen Darstellern. Einem jüngeren Publikum dürfte seine Stimme vor allem als Maikäfer Kurt in der Zeichentrickserie Biene Maja vertraut sein. Außerdem wirkte Kalenberg bei verschiedenen Hörspielproduktionen mit, so als Steinbeißer in der Adaption von Michael Endes unendlicher Geschichte.
Am 12. August 1993 starb Harry Kalenberg im Alter von 72 Jahren. Seine Grabstätte ist auf dem Waldfriedhof in Gauting zu finden.

## Filmografie (Auswahl)
- 1960: Die eiskalte Nacht
- 1964: Die Geschichte von Joel Brand
- 1966: Portrait eines Helden
- 1966: Das Kriminalmuseum: Das Etikett
- 1967: Kurzer Prozeß
- 1967: Biedermann und die Brandstifter
- 1967: Sie schreiben mit: Die rosa Bluse
- 1968: Graf Öderland
- 1968: Frau Wirtin hat auch einen Grafen
- 1969: Ein Dorf ohne Männer
- 1969: Ende eines Leichtgewichts
- 1969: Bevor der Winter kommt (Before Winter Comes)
- 1971: Mache alles mit
- 1972: Liebesspiele junger Mädchen
- 1972: Tatort: Kennwort Fähre (Fernsehreihe)
- 1973: Der Vorgang
- 1973: Okay S.I.R.: Hostessen mit kleinen Fehlern
- 1974: Der kleine Doktor: Eine bemerkenswerte Nichte
- 1974: Die Powenzbande
- 1974: Der Monddiamant
- 1975: Tatort: Als gestohlen gemeldet
- 1975: Tatort: Die Rechnung wird nachgereicht
- 1975: Der Kommissar: Die Kusine
- 1976: Derrick: Der Mann aus Portofino
- 1976: Tatort: Abendstern
- 1977: Das Schlangenei (The Serpent’s Egg)
- 1978: Wallenstein
- 1979: Tatort: Ende der Vorstellung
- 1979: Das Ding
- 1979: Der Alte – Illusionen über einen Mord
- 1980: Ehen vor Gericht, Folge 48
- 1980: Tatort: Herzjagd
- 1984: Die Krimistunde (Fernsehserie, Folge 12, Episode: „Lebendig begraben“)
- 1985: Geschichten aus der Heimat (Fernsehserie) Episode: Ortsgespräch
- 1986: Tatort: Riedmüller, Vorname Sigi
- 1990: Forsthaus Falkenau

## Hörspiele
- 1966: Arthur Conan Doyle: Der Hund von Baskerville (Inspektor Lestrade) – Regie: Heinz-Günter Stamm (Hörspielbearbeitung, Kriminalhörspiel – BR)
- 1967: Eduard von Keyserling Abendliche Häuser – Regie: Fritz Schröder-Jahn (Hörspiel – BR)
- 1968: Oskar Zemme: Angelo (Bürgermeister) – Regie: Ferry Bauer (Hörspiel – ORF Oberösterreich)
- 1969: Cesare Meano: Mutmassungen über Salome (Artaxias) – Regie: Ferry Bauer (Hörspielbearbeitung – ORF Oberösterreich)
- 1977: Karel Čapek: R.U.R. – Aufstand der Roboter – Regie: Ferry Bauer (Hörspielbearbeitung, Science-Fiction-Hörspiel – ORF Oberösterreich)